# تیم ملی والیبال مردان لیبی
تیم ملی والیبال مردان لیبی تیم ملی والیبال مردان کشور لیبی است.

## نتایج

### المپیک تابستانی
۱۹۸۰ — جایگاه ۱۰ام